# Grujugan (Larangan)
Grujugan is een bestuurslaag in het regentschap Pamekasan van de provincie Oost-Java, Indonesië. Grujugan telt 2286 inwoners (volkstelling 2010).